# كاردينال أوفيشال
كاردينال أوفيشال (بالإنجليزية: Kardinal Offishall)‏ وإسمه الحقيقي جاسون هارو (بالإنجليزية: Jason D. Harrow)‏ وهو مغني راب ومنتج تسجيلات كندي من أصل جمايكي ولد في يوم 12 مايو 1976 في مدينة تورونتو في كندا غنى مع العديد من المغنيين منهم إيكون و كولبي اودونيس و إريك ترنر.

## روابط خارجية
- كاردينال أوفيشال على موقع IMDb (الإنجليزية)
- كاردينال أوفيشال على موقع ميوزك برينز (الإنجليزية)
- كاردينال أوفيشال على موقع أول ميوزيك (الإنجليزية)
- كاردينال أوفيشال على موقع ديسكوغز (الإنجليزية)
- كاردينال أوفيشال على موقع قاعدة بيانات الفيلم (الإنجليزية)